# Liste der denkmalgeschützten Objekte in Divín
Die Liste der denkmalgeschützten Objekte in Divín enthält die sechs nach slowakischen Denkmalschutzvorschriften geschützten Objekte in der Gemeinde Divín im Okres Lučenec.

## Denkmäler
| Foto |                 | Denkmal / č. ÚZPF                            | Standort / Konskr. Nr.                                  | Offizielle Beschreibung                          | Beschreibung                             | Metadaten                                                                |
| ---- | --------------- | -------------------------------------------- | ------------------------------------------------------- | ------------------------------------------------ | ---------------------------------------- | ------------------------------------------------------------------------ |
| ja   | Datei hochladen | Burg(sk) ObjektID: 606-431/1                 | Standort KG: Divín Konskr.Nr.:                          | ruina - Divínsky hrad                            | Burgruine Divín                          | č. NKP: 606-431/1 Stand des NKP: 2012-02-08 Name: HRAD                   |
| ja   | Datei hochladen | Burgpalast(sk) ObjektID: 606-431/2           | Standort KG: Divín Konskr.Nr.:                          | hradné jadro - hradný palác                      |                                          | č. NKP: 606-431/2 Stand des NKP: 2012-02-08 Name: PALÁC HRADNÝ           |
| ja   | Datei hochladen | Burghof 1(sk) ObjektID: 606-431/3            | Standort KG: Divín Konskr.Nr.:                          | hradné jadro - nádvorie horného hradu            |                                          | č. NKP: 606-431/3 Stand des NKP: 2012-02-08 Name: NÁDVORIE HRADNÉ I.     |
| ja   | Datei hochladen | Burgtor 1(sk) ObjektID: 606-431/4            | Standort KG: Divín Konskr.Nr.:                          | hradné jadro - brána hradného paláca             |                                          | č. NKP: 606-431/4 Stand des NKP: 2012-02-08 Name: BRÁNA I.               |
| ja   | Datei hochladen | Turm(sk) ObjektID: 606-431/5                 | Standort KG: Divín Konskr.Nr.:                          | hradné jadro - severovýchodná veža               |                                          | č. NKP: 606-431/5 Stand des NKP: 2012-02-08 Name: VEŽA                   |
| ja   | Datei hochladen | Wirtschaftsgebäude 1(sk) ObjektID: 606-431/6 | Standort KG: Divín Konskr.Nr.:                          | predhradie - severovýchod.hospodár.stavba        |                                          | č. NKP: 606-431/6 Stand des NKP: 2012-02-08 Name: STAVBA HOSPODÁRSKA I.  |
| ja   | Datei hochladen | Zisterne(sk) ObjektID: 606-431/7             | Standort KG: Divín Konskr.Nr.:                          | predhradie - cisterna                            |                                          | č. NKP: 606-431/7 Stand des NKP: 2012-02-08 Name: CISTERNA               |
| ja   | Datei hochladen | Wirtschaftsgebäude 2(sk) ObjektID: 606-431/8 | Standort KG: Divín Konskr.Nr.:                          | predhradie - južná hospodárska stavba            |                                          | č. NKP: 606-431/8 Stand des NKP: 2012-02-08 Name: STAVBA HOSPODÁRSKA II. |
| ja   | Datei hochladen | Burgtor 1(sk) ObjektID: 606-431/9            | Standort KG: Divín Konskr.Nr.:                          | predhradie - severozápadná brána                 |                                          | č. NKP: 606-431/9 Stand des NKP: 2012-02-08 Name: BRÁNA II.              |
| ja   | Datei hochladen | Burghof 2(sk) ObjektID: 606-431/10           | Standort KG: Divín Konskr.Nr.:                          | predhradie - nádvorie dolného hradu              |                                          | č. NKP: 606-431/10 Stand des NKP: 2012-02-08 Name: NÁDVORIE HRADNÉ II.   |
| ja   | Datei hochladen | östliche Bastion(sk) ObjektID: 606-431/11    | Standort KG: Divín Konskr.Nr.:                          | opevnenie hradu - východná bašta                 |                                          | č. NKP: 606-431/11 Stand des NKP: 2012-02-08 Name: BAŠTA VÝCHODNÁ        |
| ja   | Datei hochladen | Kanonenbastei(sk) ObjektID: 606-431/12       | Standort KG: Divín Konskr.Nr.:                          | opevnenie hradu - JV bašta,starotalianskeho typu |                                          | č. NKP: 606-431/12 Stand des NKP: 2012-02-08 Name: BAŠTA DELOVÁ          |
| ja   | Datei hochladen | Befestigungstor(sk) ObjektID: 606-431/13     | Standort KG: Divín Konskr.Nr.:                          | opevnenie hradu - hlavná brána hradu             |                                          | č. NKP: 606-431/13 Stand des NKP: 2012-02-08 Name: BRÁNA OPEVNENIA       |
| ja   | Datei hochladen | Nordwest-Bastion(sk) ObjektID: 606-431/14    | Standort KG: Divín Konskr.Nr.:                          | opevnenie hradu - severozápadná bašta            |                                          | č. NKP: 606-431/14 Stand des NKP: 2012-02-08 Name: BAŠTA SEVEROZÁPADNÁ   |
| ja   | Datei hochladen | nördliche Bastion(sk) ObjektID: 606-431/15   | Standort KG: Divín Konskr.Nr.:                          | opevnenie hradu - severná bašta                  |                                          | č. NKP: 606-431/15 Stand des NKP: 2012-02-08 Name: BAŠTA SEVERNÁ         |
| ja   | Datei hochladen | Burgmauer(sk) ObjektID: 606-431/16           | Standort KG: Divín Konskr.Nr.:                          | opevnenie hradu - opevnenie dolného hradu        |                                          | č. NKP: 606-431/16 Stand des NKP: 2012-02-08 Name: MÚR HRADBOVÝ          |
| ja   | Datei hochladen | Zugangsbereich(sk) ObjektID: 606-431/17      | Standort KG: Divín Konskr.Nr.:                          | predpolie - prístupová cesta                     |                                          | č. NKP: 606-431/17 Stand des NKP: 2012-02-08 Name: PRIESTOR PRÍSTUPOVÝ   |
| ja   | Datei hochladen | Burg(sk) ObjektID: 606-431/18                | Standort KG: Divín Konskr.Nr.:                          | predpolie - hradná priekopa                      |                                          | č. NKP: 606-431/18 Stand des NKP: 2012-02-08 Name: PRIEKOPA              |
| ja   | Datei hochladen | Kirche(sk) ObjektID: 606-432/1               | Standort KG: Divín Konskr.Nr.:                          | r.k.Všetkých svätých                             | römisch-katholische Kirche Allerheiligen | č. NKP: 606-432/1 Stand des NKP: 2012-02-08 Name: KOSTOL                 |
| ja   | Datei hochladen | Umfassungsmauer(sk) ObjektID: 606-432/2      | Standort KG: Divín Konskr.Nr.:                          |                                                  |                                          | č. NKP: 606-432/2 Stand des NKP: 2012-02-08 Name: OPEVNENIE KOSTOLA      |
| ja   | Datei hochladen | Schloss(sk) ObjektID: 606-434/1              | Standort KG: Divín Konskr.Nr.:                          |                                                  |                                          | č. NKP: 606-434/1 Stand des NKP: 2012-02-08 Name: KAŠTIEL                |
| ja   | Datei hochladen | Befestigtes Schloss(sk) ObjektID: 606-434/2  | Standort KG: Divín Konskr.Nr.:                          |                                                  |                                          | č. NKP: 606-434/2 Stand des NKP: 2012-02-08 Name: OPEVNENIE KAŠTIELA     |
| ja   | Datei hochladen | Pfarrhof(sk) ObjektID: 606-433/0             | Jilemnického ul. 505 Standort KG: Divín Konskr.Nr.: 505 | r.k.                                             | römisch-katholische Pfarrei              | č. NKP: 606-433/0 Stand des NKP: 2012-02-08 Name: FARA                   |

## Legende
Die Tabelle enthält im Einzelnen folgende Informationen:
| Foto:                    | Fotografie des Denkmals. |
| Denkmal / č. ÚZPF:       | Die Übersetzung der Bezeichnung des Denkmals, wie sie vom Slowakischen Denkmalamt (Pamiatkový úrad Slovenskej republiky) verwendet wird. Die Originalbezeichnung ist unter dem Fragezeichen angegeben. Fehlt die Übersetzung, so wird die Originalbezeichnung direkt angezeigt. Weiters ist die Objekt-Identifikationsnummer (Objekt ID) angeführt. Sie ist die offizielle, in der Slowakei eindeutige Nummer č. ÚZPF inklusive der zugehörigen Zählnummer, wie sie in den Daten des Denkmalamtes angegeben wird. Da diese nur innerhalb eines Landkreises gezählt wird, ist dessen Nummer der Denkmalnummer vorangestellt. |
| Standort:                | Wenn in der Liste vorhanden, ist die Adresse angegeben. In Klammern kann sich noch eine zusätzliche Adresse befinden, wenn es beispielsweise ein Eckhaus ist. Bei freistehenden Objekten ohne Adresse (zum Beispiel bei Bildstöcken) ist eine Adresse angegeben, die in der Nähe des Objekts liegt. Durch Aufruf des Links Standort wird die Lage des Denkmals in verschiedenen Kartenprojekten angezeigt. Darunter sind die Katastralgemeinde (KG) und, wenn vorhanden, die Konskriptionsnummer (Konskr. Nr.) angegeben.                                                                                                   |
| Offizielle Beschreibung: | Es ist die Kurzbeschreibung auf Slowakisch, wie sie in den offiziellen Listen angegeben ist, eingetragen. |
| Beschreibung:            | Kurze Angaben zum Denkmal auf Deutsch. |
| Metadaten:               | Zusätzlich werden, wenn in den persönlichen Einstellungen das Helferlein Dauerhaftes Einblenden von Metadaten aktiviert ist, ebensolche angezeigt. |

- Karte mit allen Koordinaten:
- OSM |
- WikiMap